# Hrvatski identitet
Hrvatski identitet identitet je Hrvata, tj. svih koji se smatraju Hrvatima i svih građana Hrvatske.

## Obilježja identiteta
Obilježja hrvatskoga identiteta su:
- Jezik - hrvatski jezik. Jedno od najsnažnijih obilježja identiteta, i osobe i naroda, jest jezik.[1] U starom hrvatskom jeziku i u staroslavenskome riječ jezik označavala je narod ili naciju. U 19. stoljeću mladogramatičari su htjeli Hrvate podijeliti tako da kajkavce pripišu Slovencima, štokavce Srbima a samo bi čakavci bili Hrvati! Taj su neznanstveni prijedlog Hrvati odbili sa stajališta kako jezika tako i državne politike.[2] Malo više od sto godina kasnije napisana je Deklaracija o nazivu i položaju hrvatskog književnog jezika, jer došlo je do novih napada na hrvatski jezik koji se ovaj put htjelo valjda potpuno zatrti. Nastali su žestoki progoni, ali se od tada pritisak postupno smanjuje, a novosadski se pravopis ne provodi rigorozno. Takvo stanje trajlo je do stvaranja neovisne Republike Hrvatske, kada nastaje više-manje normalan dalji razvoj hrvatskog jezika.[3]
- Književnost – hrvatska književnost. Hrvati su stoljećima pisali i stvorili bogatu književnost, u srednjem vijeku na sva tri naša jezika i pisma, u humanizmu i renesansi na latinskom i na hrvatskom, pretežno na latinici...[4]
- Tri hrvatska pisma - Hrvati su kroz povijest rabili tri pisma: glagoljicu, latinicu i hrvatsku ćirilicu, od ranoga srednjega vijeka pa do 19. stoljeća.[5]
- Povijesni prostor – prostor Hrvatske. Identitet čini i prostor na kojem ljudi žive.[6]
- Vjera i religija – element društvenog identiteta redovno je vjeroispovijest, religiozna pripadnost. Ako je jezik Hrvata sličan nekim susjedima, vjerskom smo pripadnošću u povijesti i danas različiti jer Hrvati pretežno pripadaju zapadnom katoličkom kršćanstvu, dok Srbi i Crnogorci pripadaju istočnom, pravoslavnom kršćanstvu. Iako smo po vjeri slični Slovencima, bitno nas razlikuje to što smo imali bogoslužje na našem jeziku, u glagoljaškim krajevima, i dijelove koji su čitani na hrvatskom iz lekcionara na štokavsko-ikavskom i kajkavskom jeziku. Nakon nacionalne integracije, procesi su u našim krajevima završeni kako su se održali do danas. Religijska je pripadnost postala jak znak identiteta: vjerskog i nacionalnog.[7]
- Vizualni identitet – crveno-bijeli šahirani grb, pleter, kravata neki su od elemenata hrvatskog vizualno-kulturnog identiteta. Dizajner Boris Ljubičić 1991. godine kreirao je plakat "Krvatska" (naziv je preveden kao "The Tie is Croatian") kojim se pridružio prosvjedima umjetnika protiv agresije na Hrvatsku.[8]
- Višestruk odnosno paralelni identitet - hrvatski je kulturni i nacionalni identitet policentričan i europski multidimenzionalan, jer pripada gotovo svim europskim, pa i istočnjačkim tradicijama: bizantinskoj, balkanskoj, zapadnoeuropskoj, mediteranskoj, jadranskoj, istočnoeuropskoj, srednjoeuropskoj i južnoslavenskoj.[9]

## Povijesni razvoj
Identitet hrvatske nacije oblikovao se u drugoj polovici 19. i u prvim desetljećima 20. stoljeća. Unatoč tome, narod Hrvata vlastitu je državu ostvario tek krajem 20. stoljeća, pa naprosto nije dobio povijesnu šansu do kraja izgraditi i osmisliti nacionalni identitet.
Problemi koji su se u prošlosti ispriječili kreiranju nacionalnog identiteta:
- dvije propale totalitarne ideologije (fašistička i komunistička)[11]
- tri rata (dva svjetska i Domovinski)
- dvije bankrotirane državotvorne ideje (austrougarska i jugoslavenska)[9]
- četvrt stoljeća života pod velikosrpskom diktaturom i krunom (1918. – 1941.), pola stoljeća u komunizmu (1945. – 1990.).

Takvim se tragičnim povijesnim košmarom teško može pohvaliti bilo koji drugi europski narod.

### Smetnje
Tijekom cijeloga 20. stoljeća (osim do 1914. u Austro-Ugarskoj) smetnja hrvatskom identitetu su Srbi i Crnogorci. Slično se nastavlja i u 21. stoljeću, gdje se krše ljudska prava Hrvata u Srijemu i jugozapadnoj Bačkoj početkom i sredinom 1990-ih, te na sjeveru Vojvodine koncem 2003. i početkom 2004. godine.

## Vanjske poveznice
- HRT / Slika Hrvatske: Hrvatski vizualni identitet  Arhivirana inačica izvorne stranice od 2. travnja 2015. (Wayback Machine)
- Večernji.hr – Ulazak u EU: Hoće li Hrvatska izgubiti svoj nacionalni i kulturni identitet?
- Poslovni dnevnik.hr – Ivo Lučić: »Hrvatski kulturni identitet je bogat, raznolik... I prepušten stihiji«
- Marina Perić Kaselj: "Hrvatski nacionalni identitet u globalizirajućem svijetu", Prikazi, Migracijske i etničke teme 27 (2011), 3: 447–456